# Weldon Olson
Pour les articles homonymes, voir Olson.
Weldon Olson (né le 12 novembre 1932 à Marquette (Michigan) et mort le 13 mai 2023 à Findlay (Ohio)) est un joueur américain de hockey sur glace. Lors des Jeux olympiques d'hiver de 1956, il remporte la médaille d'argent. Quatre ans plus tard, lors des Jeux olympiques d'hiver de 1960, il remporte le titre.

## Palmarès
- Médaille d'argent aux Jeux olympiques de Cortina d'Ampezzo en 1956
- Médaille d'or aux Jeux olympiques de Squaw Valley en 1960